# Järnvägsbron, Vänersborg
Järnvägsbron är en järnvägsbro på Älvsborgsbanan över Trollhätte kanal ("trafikkanalen") vid sjön Vassbotten i Vänersborg.
Bron är en enkelarmad klaffbro. Den ursprungliga bron tillverkades av J. Gollnow & Sohn i Stettin i Tyskland och uppfördes 1916. Den ersattes 2025 av en i stort sett likadan bro, som tillverkades av PMK Marin & Industri AB i Landskrona.
Grundförhållandena på platsen och järnvägens krökning tillät inte att en svängbro byggdes. Den lösning som valdes var en enkelklaffbro av en konstruktion, som har Joseph Baermann Strauss i USA som upphovsman Strauss ritningar cirkulerade under tidigt 1900-tal i Tyskland och kopierades i ett flertal fall. Ritningarna till järnvägsbron i Vänersborg signerades av den svenske ingenjören Ernst Nilsson. Järnvägsbron var den första av sitt slag i Sverige, och samma konstruktion tillämpades också i den 1921 färdigställda norra Danviksbron i Stockholm.
En ny sträckning för farleden för båttrafiken förbi Vänersborg började anläggas med muddring sommaren 1910. Detta nödvändiggjorde ett genombrott av banvallen vid Kasen och anläggandet av en öppningsbar bro där. Bron beställdes av Uddevalla-Vänersborg-Herrljunga Järnväg, men leveransen försenades flera år på grund av första världskriget.
Bron är 43 meter lång och byggd av nitade stålbalkar. Den har en motvikt på 400 i form av ett ståltråg fyllt med betong. När bron invigdes, var den Europas längsta klaffbro.
I mars 2023 stängdes bron av, eftersom sprickor hade upptäckts i den bärande konstruktionen. En ny bro, lik originalet, sattes på plats i juni 2024 och trafiken återupptogs i februari 2025.

## Gång- och cykelbro
Järnvägsbron är planerad att kompletteras med en gång- och cykelbro, nämligen nuvarande Olidebron i Trollhättan. Denna måste nedmonteras inom några år som en del av det planerade projektet att bygga en ny slussled för Trollhätte kanal i Trollhättan. I Vänersborg skulle den därefter placeras omedelbart söder om järnvägsbron mellan Vänersborgs centrum och Blåsut.